# Новомытищинский проспект
Новомыти́щинский проспе́кт — центральная и главная улица города Мытищи, одна из первых в Новых Мытищах.

## История
Застройка улицы началась в 1950-х годах как главной улицы Новых Мытищ. В 1983 году в честь 60-летия образования СССР проспект хотели переименовать в проспект В. И. Ленина, однако такое решение не было принято.

## Трасса
Новомытищинский проспект начинается как продолжение Шараповского проезда, проходит до пересечения с улицей Комарова и поворачивает на юг. Проспект пересекает улицы Колпакова, Мира, Щербакова, Терешковой, Сукромка, и заканчивается на берегу Яузы около здания НИИОХа.

## Транспорт
По Новомытищинскому проспекту ходят автобусы:
- 1 (мкр. Челюскинский — а/с Мытищи — 6-й микрорайон)[1]
- 2 (6-й микрорайон — пл. Перловская — Тайнинское)[2]
- 4 (а/с Мытищи — НИИОХ)[3]
- 6 (а/с Мытищи — Угольная ул. — а/с Мытищи)
- 7 (а/с Мытищи — пл. Перловская — Тайнинское)[4]
- 10 (мкр. Леонидовка — а/с Мытищи — ул. Сукромка)
- 11 (а/с Мытищи — 6-й микрорайон — а/с Мытищи)[5]
- 15 (а/с Мытищи — Челобитьево)[6]
- 24 (а/с Мытищи — пл. Перловская — пл. Долгопрудная)[7]
- 25 (а/с Мытищи — пл. Перловская — ст. Лобня)[8]
- 199 (НИИОХ — Москва  Медведково)[9]
- 419 (а/с Мытищи — Москва  Медведково)[10]

По Новомытищинскому проспекту ходят микроавтобусы:
- 1 (мкр. Челюскинский — а/с Мытищи — 6 микрорайон)[11]
- 4 (а/с Мытищи — НИИОХ)[3]
- 8 (а/с Мытищи — ул. Колпакова)[12]
- 9 (мкр. Челюскинский — а/с Мытищи — ул. Благовещенская)[13]
- 10 (мкр. Леонидовка — а/с Мытищи — ул. Сукромка)
- 11 (а/с Мытищи — 6-й микрорайон — а/с Мытищи)[5]
- 12 (МГКБ — а/с Мытищи — Храм Благовещения)
- 13 (мкр. Леонидовка — а/с Мытищи — 6-й микрорайон)[14]
- 14 (ул. Индустриальная — а/с Мытищи — ул. Терешковой)
- 17 (НИИОХ — а/с Мытищи — мкр. Дружба)[15]
- 18 (а/с Мытищи — ул. Благовещенская)
- 19 (а/с Мытищи — 14-й микрорайон)
- 20 (а/с Мытищи — ул. Троицкая)
- 27 (мкр. Челюскинский — а/с Мытищи — пл. Перловская — ул. Трудовая)
- 77 (мкр. Леонидовка — а/с Мытищи — ТРЦ «Июнь»)
- 177 (а/с Мытищи — Москва  Медведково)[16]

На Новомытищинском проспекте расположены остановки:
- Театр «Огниво»
- Храм Рождества Христова
- Магазин «Рубин»
- Парк культуры
- Театр «ФЭСТ»
- Музыкальная школа
- Детский сад «Сказка»
- Сквер Стрекалова
- НИИОХ

## Примечательные здания и сооружения
- Дом № 2 — ОАО «Дорожные знаки»
- Дом № 5 — «Сбербанк»
- Дом № 6 — Храм Рождества Христова
- ЦПКиО (Парк Мира)

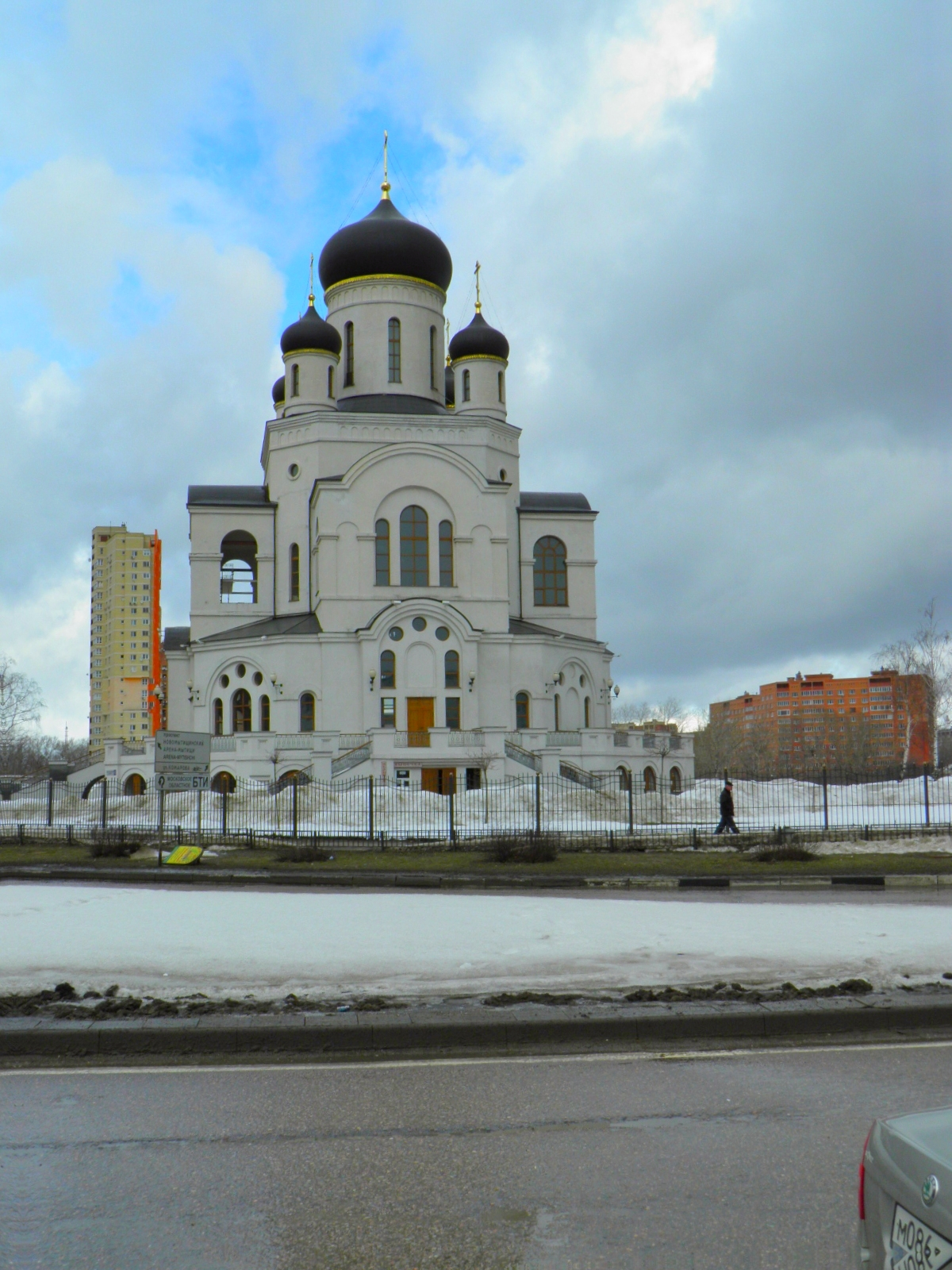
Храм Рождества Христова

- Дом № 19 — Мытищинский музей охраны природы
- Дом № 36/7 — Администрация Мытищинского муниципального района (автор проекта Хри́стов И. С.)/Мытищинская картинная галерея
- Дом № 38 — Школа № 6
- Дом № 46 — Центральная детская музыкальная школа
- Дом № 82 — НИИОХ (НИИ овощного хозяйства)
- Дом № 82/10 — Школа № 24
- Дом № 88 — Школа № 10

## Перспективы
Современные проекты предусматривают продолжение проспекта до пересечения с улицей Веры Волошиной.